# Myrrhis hirsuta
Myrrhis hirsuta är en flockblommig växtart som beskrevs av Carlo Allioni. Myrrhis hirsuta ingår i släktet spanskkörvlar, och familjen flockblommiga växter. Inga underarter finns listade i Catalogue of Life.